# Dřevokazné houby

Dřevokazné houby rostoucí na stromě na Borneu

Dřevokazné houby jsou houby, které rozkládají živé nebo mrtvé dřevo. Nejvíce zástupců pochází z chorošovitých a nelupenatých hub, ale patří sem i některé i lupenaté. Dřevokazné houby způsobují mnoho chorob dřeva, například takzvanou bílou a hnědou hnilobu a mnoho dalších. Většina druhů je nejedlých, ale jsou mezi nimi i jedlé druhy, například sírovec žlutooranžový, různé druhy hlív nebo václavka smrková, která je považována za nebezpečného škůdce hospodářských lesů. V lidských sídlech škodí dřevomorka domácí.

## Typy rozkladů dřeva
- podle barevných změn
  - bílá hniloba – lignovorní houby, např. troudnatec kopytovitý, choroš šupinatý
  - červenohnědá hniloba – celulozovorní houby, např. hnědák Schweinitzův, pevník krvavějící, někteří autoři rozlišují dále:
    - červená hniloba – např. síťkovec dubový
    - hnědá hniloba – např. troudnatec pásovaný, sírovec žlutooranžový, pstřeň dubový
- podle šíření
  - bělová hniloba – postupuje od bělové (vnější) části k jádru, např. pevník krvavějící
  - jádrová hniloba – postupuje od jádrové části, vytváří dutiny, např. rezavec datlí